# Crocus Hill
Crocus Hill – najwyższy punkt Anguilli, brytyjskiego terytoria zamorskiego na Karaibach. Mieści się w zachodniej części wyspy. Wznosi się na wysokość 65 m n.p.m.. W 1745 roku na wzgórzu rozegrała się bitwa między żołnierzami francuskimi a osadnikami brytyjskimi. 600 lub 700 Francuzów wylądowało na plaży i zostało pokonanych przez Brytyjczyków w niecałe piętnaście minut. Była to pierwsza z trzech inwazji, która zakończyła się klęską najeźdźców.